# Charo López
Charo López, nata María del Rosario López Piñuelas (Salamanca, 28 ottobre 1943), è un'attrice spagnola.

## Filmografia parziale

### Cinema
- Amore pensami (La vida sigue igual), regia di Eugenio Martín (1969)
- Anda muchacho, spara!, regia di Aldo Florio (1971)
- Il lungo giorno della violenza, regia di Giuseppe Maria Scotese (1971)
- La regenta, regia di Gonzalo Suárez (1974)
- A Venezia muore un'estate (Largo retorno), regia di Pedro Lazaga (1975)
- Ah sì? E io lo dico a Zzzorro!, regia di Luca Damiano (1975)
- Manuela, regia di Gonzalo García Pelayo (1976)
- L'amore senza limiti (El límite del amor), regia di Rafael Romero Marchent (1976)
- Los placeres ocultos, regia di Eloy de la Iglesia (1977)
- Vedova di giorno amante di notte (Luto riguroso), regia di José Ramón Larraz (1977)
- L'alveare (La colmena), regia di Mario Camus (1982)
- Epílogo, regia di Gonzalo Suárez (1984)
- I paradisi perduti (Los paraísos perdidos), regia di Basilio Martín Patino (1985)
- Il tempo del silenzio (Tiempo de silencio), regia di Vicente Aranda (1986)
- Don Giovanni negli inferni (Don Juan en los infiernos), regia di Gonzalo Suárez (1991)
- Kika - Un corpo in prestito (Kika), regia di Pedro Almodóvar (1993)
- Il detective e la morte (El detective y la muerte), regia di Gonzalo Suárez (1994)
- Segreti del cuore (Secretos del corazón), regia di Montxo Armendáriz (1997)
- Plenilunio, regia di Imanol Uribe (1999)
- Tiempos de azúcar, regia di Juan Luis Iborra (2001)
- Ventanas al mar, regia di Jesús Mario Lozano (2012)
- Pasaje de vida, regia di Diego Corsini (2015)
- Rey Gitano, regia di Juanma Bajo Ulloa (2015)
- Baby, regia di Juanma Bajo Ulloa (2020)

### Televisione
- Estudio 1 - serie TV, 8 episodi (1971-1980)
- Novela - serie TV, 25 episodi (1972-1977)
- Fortunata y Jacinta - serie TV, 10 episodi (1980)
- Los gozos y las sombras - serie TV, 11 episodi (1982)
- Los pazos de Ulloa - miniserie TV, 4 episodi (1985)
- Camera café - serie TV, un episodio (2008)
- Cuéntame cómo pasó - serie TV, un episodio (2016)
- Fugitiva - serie TV, 8 episodi (2018)
- Tre giorni di Natale (Días de Navidad) - miniserie TV, un episodio (2019)

## Premi
- Premi Goya
  - 1998: "Mejor Actriz de Reparto" (Secretos del corazón)
- Fotogramas de Plata
  - 1976: "Mejor intérprete de televisión" (Cuentos y leyendas)
  - 1983: "Mejor intérprete de televisión" (Los gozos y las sombras)
  - 2015: "Premio alla carriera"
- Premi Sant Jordi
  - 2010: "Premio alla carriera"
- TP de Oro
  - 1976: "Mejor Actriz Nacional" (Cuentos y leyendas, Estudio 1)
  - 1983: "Mejor Actriz" (Los gozos y las sombras)
  - 1986: "Mejor Actriz" (Los pazos de Ulloa)
- Gijón International Film Festival
  - 2010: "Premio Nacho Martínez"